# República Democrática del Congo en los Juegos Olímpicos de México 1968
La República Democrática del Congo estuvo representada en los Juegos Olímpicos de México 1968 por cinco deportistas masculinos que compitieron en ciclismo.
El equipo olímpico congoleño no obtuvo ninguna medalla en estos Juegos.